# Heidi Renoth
Heidi Renoth (Berchtesgaden, 28 de fevereiro de 1978) é uma snowboarder alemã, medalhista de prata nos Jogos Olímpicos de Inverno de 1998, em Nagano.
Além de competir nos Jogos Olímpicos de Inverno de 1998, onde conquistou a prata no slalom gigante, Renoth participou dos Jogos Olímpicos de Inverno de 2002, em Salt Lake City, mas ficou apenas na 21ª colocação no slalom gigante paralelo.